# Fornovo San Giovanni
Fornovo San Giovanni là một đô thị ở tỉnh Bergamo trong vùng Lombardia của nước Ý, nằm ở Gera d'Adda, khoảng 40 km về phía đông của Milano và khoảng 20 km về phía nam của Bergamo. 

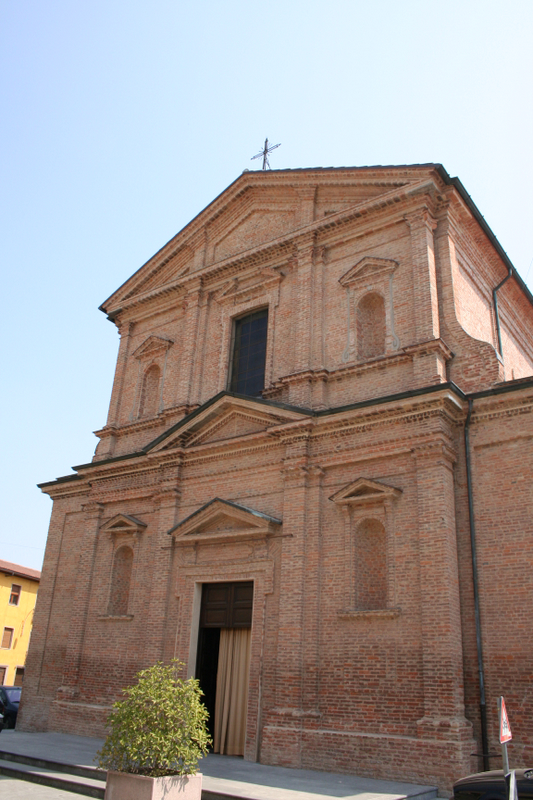
Nhà thờ giáo khu Fornovo San Giovanni.

Fornovo San Giovanni giáp các đô thị: Bariano, Caravaggio, Fara Olivana con Sola, Mozzanica, Romano di Lombardia.